# Port lotniczy Uwajl
Port lotniczy Uwajl (ICAO: HSAW) – port lotniczy położony w Uwajl, w Sudanie Południowym, stan Bahr el Ghazal Północny.

## Kierunki lotów i lotnicze
| Linia Lotnicza        | Kierunek |
| --------------------- | -------- |
| Golden Wings Aviation | 1. Dżuba |